# Sylvio Lazzari
Sylvio Lazzari, nascut Josef Fortunat Silvester Lazzari (Bozen (Tirol del Sud, llavors pertanyen a Àustria), 30 de desembre 1857 - Suresnes (Alts del Sena, França), 10 de juny, 1944), va ser un compositor francès d'origen austríac.
Arribat a París el 1882 després d'estudiar dret a Àustria, va ingressar al Conservatori de París on va ser alumne d'Ernest Guiraud i Charles Gounod. Encoratjat per Ernest Chausson i César Franck, es va establir definitivament a França i va obtenir la nacionalitat francesa el 1896. Va ocupar diversos càrrecs oficials, inclòs el de president de la Societat Wagner de París i de director de cor a l'Òpera de Montecarlo.
Lazzari va ser influenciat per dues corrents: el wagnerisme, derivat de la seva primera educació germànica i l'ensenyament de Franck, i l'impressionisme dels compositors francesos. Bretanya és una de les seves principals fonts d'inspiració. Incapaç d'aconseguir una síntesi d'aquests corrents contradictoris, de vegades va compondre la seva música dramàtica com a wagnerià, de vegades com a poeta les seves peces orquestrals i les seves melodies.
La seva tomba es pot veure al cementiri de Garches, prop de París.

## Obres
Música instrumental

- Peces diverses per a piano, per a violí i piano, sonata, romanç, trio de piano, quartet de corda, octet per a instruments de vent, peces per a orquestra, poemes simfònics, 4 quadres marítims, efecte nocturn, simfonia, Concertstück, per a piano i orquestra, per a violí i orquestra, Rapsodie, concert.

Música vocal

- Més de 50 melodies

Òperes

- Armor (1896)
- La Lépreuse (1912)[2]
- Le Sauteriot (1918)
- La Tour de feu (1928)